# チャコとケンちゃん (1968年のテレビドラマ)
『チャコとケンちゃん』は、1968年4月4日から1969年3月27日までTBS系列の毎週木曜19:30 - 20:00（JST）に放送された児童向けドラマである。全52回。

## 概要
『チャコちゃんシリーズ』第6作。本作でも前作に引き続き、チャコとケンの姉弟が登場する。
チャコちゃん役の四方晴美は本作をもってシリーズを降板したため、1962年開始の『パパの育児手帳』以来続いた『チャコちゃんシリーズ』は終了、代わって宮脇康之（現：宮脇健）演じるケンちゃんが主人公になり、シリーズも『ケンちゃんシリーズ』に変更された。
なお1982年にも『チャコとケンちゃん』という、同名のドラマ（シリーズ最終作）が放送されたが、舞台設定などは本作と異なる。

## 出演者
- チャコちゃん：四方晴美
- ケンちゃん（ケン一）：宮脇康之
- お父さん：佐藤英夫
- お母さん：高田敏江
- お婆さん：賀原夏子

ほか

## スタッフ
- 脚本：光畑硯郎、中村定郎
- 演出：坂谷紀之、窪川健造
- 制作：TBS、国際放映

## 主題歌
「小さな姉弟」
- 作詞：薩摩忠／作編曲：松井八郎／歌：新藤恵美／台詞：高田敏江（お母さん）、四方晴美（チャコ）、宮脇康之（ケン）

## サブタイトル
1. 1968年4月4日 「ぼくはだあれ?」
2. 1968年4月11日 「ママのドーナツ」
3. 1968年4月18日 「ゆかいななかま」
4. 1968年4月25日 「ボクのハーモニカ」
5. 1968年5月2日 「ほんとのゆうき」
6. 1968年5月9日 「四年前のフィルム」
7. 1968年5月16日 「チャコ姫と健一丸」
8. 1968年5月23日 「花とポニー」
9. 1968年5月30日 「犬が手になるとき」
10. 1968年6月6日 「パパにプレゼント」
11. 1968年6月13日 「ぼくおこってる」
12. 1968年6月20日 「ママ、ごめんね」
13. 1968年6月27日 「誰にも言えない」
14. 1968年7月4日 「まいごになったおじちゃん」
15. 1968年7月11日 「ボクお兄ちゃんだよ」
16. 1968年7月18日 「よわむし、つよむし」
17. 1968年7月25日 「ママはお地蔵さま」
18. 1968年8月1日 「ボク男の子」
19. 1968年8月8日 「ボクのガールフレンド」
20. 1968年8月15日 「おねえちゃんの宿題」
21. 1968年8月22日 「真夏のゆめ」
22. 1968年8月29日 「ママの夏休み」
23. 1968年9月5日 「河鹿のいる里」
24. 1968年9月12日 「山の中の鼓笛隊」
25. 1968年9月19日 「雷さまだ!!」
26. 1968年9月26日 「病気ってなあに」
27. 1968年10月3日 「怪人を見たんだよ (1)」
28. 1968年10月10日 「怪人を見たんだよ (2)」
29. 1968年10月17日 「こわいこわーい話」
30. 1968年10月24日 「うそつきチビッコ」
31. 1968年10月31日 「みんな集まれ!」
32. 1968年11月7日 「まけてたまるか!」
33. 1968年11月14日 「気はやさしくて力もち」
34. 1968年11月21日 「花どろぼう」
35. 1968年11月28日 「本とグライダー」
36. 1968年12月5日 「トンチンカン騒動」
37. 1968年12月12日 「パパよあなたは強かった」
38. 1968年12月19日 「二人だけの秘密」
39. 1968年12月26日 「パパのサンタクロース」
40. 1969年1月2日 「不思議な初夢」
41. 1969年1月9日 「ボクはサッカー選手」
42. 1969年1月16日 「心やさしく」
43. 1969年1月23日 「化けたきつね」
44. 1969年1月30日 「飛行機にのるんだ!」
45. 1969年2月6日 「ゆかいなおばさん」
46. 1969年2月13日 「小さなママさん」
47. 1969年2月20日 「飛んだグライダー」
48. 1969年2月27日 「さよならブンちゃん」
49. 1969年3月6日 「へへへ、もうけちゃった」
50. 1969年3月13日 「エイエイオウッ!」
51. 1969年3月20日 「ボクの腕時計」
52. 1969年3月27日 「さようならチャコちゃん」

## 放送局
特筆の無い場合は全て同時ネット。
- TBS
- 山形放送[1]
- 東北放送[1]
- 福島テレビ[1]
- 新潟放送[2]
- 北日本放送[2]
- 北陸放送[2]
- 福井放送[2]

## 劇場版
『チャコとケンちゃん』
- 1969年3月18日、『東映まんがまつり』で上映。
- 第27話「びっくり新発見」（ゲスト：山川ワタル）のブローアップ版。
- 劇場版のため次回予告とエンドカードは削られ、「ライオンのオープニングキャッチ」も「東映マーク」に差し替えられた（ただし「荒磯に波」ではなく、モノクロ・スタンダード用のもの）。
- 同時上映は『長靴をはいた猫』・『怪物くん（アニメ第1作）』・『ひみつのアッコちゃん（第1作）』・『ひとりぼっち』の4本。
- TVブローアップ版にもかかわらず、2003年5月には、CS放送「日本映画専門チャンネル」の企画「映画になったテレビ50年」の中の一本として、同じくTVブローアップ版である『おもちゃ屋ケンちゃん よそではいい子』と共に放送された。
- 2012年8月10日には、DVD『復刻! 東映まんがまつり 1969年春』が発売され、同時上映全作品と共に映像ソフト化された。